# Chen Wu (Dinastia Han)
|  | Per a altres significats sobre Chen Wu, vegeu «Chen Wu». |

En aquest nom xinès, el cognom és Chen.
Chen Wu (mort el 215 EC), nom estilitzat Zilie (子烈), va ser un general militar servint sota el senyor de la guerra Sun Quan durant el període de la tardana Dinastia Han Oriental de la història xinesa.

## Biografia
Chen en primer lloc va entrar a servir a Sun Ce quan aquest últim acabava d'obtenir de la província de Yang del sud, i va ser fet capità dels guardaespatlles de Sun Quan després de la mort de Sun Ce. Ell hi era sempre ple de valor i era responsable de la seguretat de Sun Quan que hi havia una guerra, i era conegut per la seva bondat envers els seus soldats– Sun Quan el tenia en molta estima i fins i tot passava temps a casa de Chen. Durant la segona Batalla de Hefei, Chen va ser mort per l'exèrcit de Zhang Liao mentre tracta de salvar a Sun Quan. Sun més tard celebraria personalment el funeral de Chen. Sun Quan també va ordenar que la concubina favorita de Chen Wu fóra assassinada com a tribut a Chen Wu i va recompensar a la família de Chen Wu amb els ingressos fiscals de 200 llars. El seu fill, Chen Biao, també un erudit, va succeir el seu comandament i continuà servint al clan Sun.

## En la ficció
En la novel·la històrica del Romanç dels Tres Regnes, Chen Wu n'és mort pel general de Cao Cao, Pang De, durant la Batalla de Hefei en el 215 EC.